# Georg Ludwig von Kielmansegg

Georg Ludwig Graf von Kielmansegg (1735)

Georg Ludwig Graf von Kielmansegg (* 22. August 1705 in Hannover; † 14. Mai 1785 ebenda) war ein kurfürstlich braunschweigisch-lüneburgischer General der Infanterie. Er gehört zu den ersten deutschen Freimaurern und wirkte 1738 in Braunschweig bei der Aufnahme des Kronprinzen von Preußen und späteren Friedrich II. bzw. Friedrich der Große als Freimaurer in die älteste urkundlich belegte deutsche Loge Société des Acceptés Macons Libres de la Ville d’Hambourg mit.

## Leben
Georg Ludwig Graf von Kielmansegg war der Sohn des am 25. November 1717 in London gestorbenen Oberstallmeisters Johann Adolph von Kielmansegg und dessen 1721 als Countess Darlington gegraften Gemahlin Sophia Charlotte von Platen-Hallermund (1675–1725). Seine Mutter war die illegitime Halbschwester des Kurfürsten Georg Ludwig.
Am 22. August 1705 geboren, blieb er in Hannover im Pageninstitut zurück, als seine Eltern anlässlich der Thronbesteigung Georg Ludwigs als George I. in Großbritannien die Kurlande verließen. Später besuchte er die Universität Leyden, wurde 1728 mit seinen Brüdern von Kaiser Karl VI. in den Grafenstand erhoben und im selben Jahre zum Fähnrich im kurhannoverschen Regiment Fußgarde ernannt. Vermutlich wegen der nahen Beziehungen seiner Familie zum Herrscherhaus machte er rasch Karriere. An kriegerischen Ereignissen nahm Georg Ludwig kaum teil, 1734 kämpfte er als Freiwilliger im Feldzug am Rhein und später kurze Zeit im Österreichischen Erbfolgekrieg in den Niederlanden. Durch den Erwerb von Gütern im Lauenburgischen und im Holsteinischen baute er den Besitz seiner Familie bedeutend aus.

### Siebenjähriger Krieg
Mehr soldatische Tätigkeit brachte ihm der Siebenjährige Krieg. Sie begann mit der Teilnahme an einer vor Ausbruch des Krieges stattfindenden Entsendung hannoverscher Truppen nach Großbritannien, wo man eine französische Landung befürchtete, doch kehrte er von hier früher als das Expeditionskorps zurück, weil der Konflikt eines seiner Untergebenen mit der bürgerlichen Obrigkeit zu Maidstone ihn mit der öffentlichen Meinung in einen derartigen Gegensatz brachte, dass man ihn abrief.
Als bald darauf, im Frühling 1757, der sechs Jahre währende Kampf im nordwestlichen Deutschland entbrannte, war Graf Kielmansegg einer der älteren Generale bei der alliierten Armee und daher berufen, größere und wichtigere Kommandos zu führen. 1759 wurde er zum Generalmajor befördert. Wo ihm Aufgaben zufielen, bewährte er sich als ein tapferer und pflichttreuer Soldat; wo es aber galt, selbständig aufzutreten und auf eigene Hand Entschlüsse zu fassen, war er nicht immer glücklich. Es zeigte sich dies namentlich, als er, nachdem der braunschweigische General von Imhoff im Juni 1760 die Ohmlinie voreilig aufgegeben hatte, an dessen Stelle getreten war und ihm die Verteidigung von Kassel aufgetragen wurde. Ohne zwingende Notwendigkeit, durch einen zu wörtlich aufgefassten Befehl veranlasst, ging er weit zurück, wurde darauf durch den General von Wangenheim ersetzt und erhielt ein weniger wichtiges Kommando. Wenn ferner die Verluste, welche der Ausfall aus Münster am 30. August 1761 im Gefolge hatten, nicht mit Unrecht Kielmansegg's Anordnungen zu Schuld geschrieben werden, so ist die ihm nebst Luckner zur Last gelegte mangelhafte Ausbeutung der bei Wilhelmsthal am 24. Juni 1762 erfochtenen Erfolge nicht lediglich von ihm zu verantworten, da er unter dem Befehl des Generals Friedrich von Spörcken, seines Schwagers, stand.
Den meisten Ruhm brachte ihm die erfolgreiche Verteidigung der Stadt Münster gegen die Angriffe des Marquis d’Armentières im Oktober 1758 und am 1. August 1759 sein Verhalten im Gefecht bei Gohfeld, wo der Erbprinz von Braunschweig am gleichen Tag, an welchem sein Onkel, Herzog Ferdinand von Braunschweig-Wolfenbüttel, den glänzenden Sieg in der Schlacht bei Minden erfocht, die Franzosen schlug. „Das vorzüglichste Lob gebührt dem General-Lieutenant Graf Kielmansegg“, berichtet der Neffe dem Onkel. Letzterer selbst schreibt an Lord Holdernesse, dass Kielmansegg sich im Treffen bei Korbach am 10. Juli 1760 sehr ausgezeichnet hat und rühmt die „nur erdenkliche Tapferkeit und den unübertrefflichen Eifer“, welche er beim Angriff auf Duderstadt am 2. und 3. Januar 1761 an den Tag gelegt habe.

### Nachkriegszeit
Nach Friedensschluss erhielt Graf von Kielmansegg das damals wichtige Kommando der Festung Stade und am 19. Juni 1776 die erbetene Dienstentlassung.

### Freimaurer
Graf von Kielmansegg wurde 1732 Freimaurer und Mitglied der Londoner Loge Bear and Horrow.
Durch Vermittlung von Albrecht Wolfgang zu Schaumburg-Lippe und dem Hamburger Logenmitglied Friedrich Christian von Albedyll (1699–1769) unter weiterer Beteiligung von Georg Ludwig von Kielmansegg wurde in der Nacht vom 14. zum 15. August 1738 im Kornschen Gasthof in Braunschweig der zuvor nur als „Illustre Inconnu“ bezeichnete Kronprinz von Preußen und spätere Friedrich II. bzw. Friedrich der Große im Beisein der Hamburger Delegationsmitglieder Georg Wilhelm Ludwig von Oberg (1711–1762), Jakob Friedrich Bielfeld und Fabian Löwen unter der Mitgliedsnummer 31 als Freimaurer in die Hamburger Société des Acceptés Macons Libres de la Ville d’Hambourg und heutige Hamburger Freimaurerloge Absalom zu den drei Nesseln aufgenommen. Auf Wunsch des Kronprinzen wurde dessen Begleiter, der damalige Hauptmann und spätere preußische Generalleutnant Leopold Alexander von Wartensleben unmittelbar nach ihm selbst ebenfalls in den Bund der Freimaurer aufgenommen.

## Ehe und Familie
Am 11. Juli 1726 heiratete Georg Ludwig Melusine Agnes Freiin von Spörcken (* 6. Mai 1701; † 10. August 1777). Sie war eine Schwester des späteren Feldmarschalls Friedrich von Spörcken. In dieser Ehe wurden vierzehn Kinder geboren, von denen sechs bereits im Kindesalter verstarben. Neben sechs Töchtern erreichten zwei Söhne das Erwachsenenalter:
- Friedrich Graf von Kielmansegg (* 10. September 1728; † 5. Juni 1800), Landdrost in Ratzeburg, in zweiter Ehe verheiratet mit Charlotte Wilhelmine Hedwig Freiin von Spörcken, die zwischen 1765 und 1787 vier Töchter und zehn Söhne gebar, darunter:
  - Ludwig von Kielmansegg (1765–1850), hannoverischer Oberstallmeister
  - Friedrich von Kielmansegg (1768–1851), hannoverischer General der Infanterie
- Carl Rudolph August von Kielmannsegge, später Geheimer Rat und Kammerpräsident in Hannover. Dieser blieb unverheiratet.

## Ehrungen
- Ritter des hessen-kasselischen Hausordens vom Goldenen Löwen (14. August 1770)